# Lukavec Posavski
Lukavec Posavski falu Horvátországban, Sziszek-Monoszló megyében. Közigazgatásilag Sziszekhez tartozik.

## Fekvése
Sziszek belvárosától légvonalban 14, közúton 18 km-re délkeletre, a Száva bal partján fekszik. Egyutcás falu, melynek házai a Száva menti főutca mellett sorakoznak.

## Története
A település neve 1378-ban „possessio Lukauech” alakban tűnik fel először. Neve személynévi eredetű, mely Luka (Lukács) nevű egykori birtokosáról származhat. 1417-ben és 1481-ben „possessio Lokavech” néven szerepel a korabeli forrásokban. Valószínűleg a török veszély csökkenésével 17. század végén, vagy a 18. század elején telepítették be horvát lakossággal. 1773-ban az első katonai felmérés térképén „Dorf Lukavecz” néven szerepel. A falunak 1857-ben 457, 1910-ben 460 lakosa volt.
A 20. század első éveiben a kilátástalan gazdasági helyzet miatt sokan vándoroltak ki a tengerentúlra. 1918-ban az új szerb-horvát-szlovén állam, majd később Jugoszlávia része lett. A második világháború idején a Független Horvát Állam része volt. A háború után a béke időszaka köszöntött a településre. Enyhült a szegénység és sok ember talált munkát a közeli városokban. A falu 1991. június 25-én a független Horvátország része lett. 2011-ben 132 lakosa volt.

## Népesség
| Lakosság változása | Lakosság változása | Lakosság változása | Lakosság változása | Lakosság változása | Lakosság változása | Lakosság változása | Lakosság változása | Lakosság változása | Lakosság változása | Lakosság változása | Lakosság változása | Lakosság változása | Lakosság változása | Lakosság változása | Lakosság változása |
| ------------------ | ------------------ | ------------------ | ------------------ | ------------------ | ------------------ | ------------------ | ------------------ | ------------------ | ------------------ | ------------------ | ------------------ | ------------------ | ------------------ | ------------------ | ------------------ |
| 1857               | 1869               | 1880               | 1890               | 1900               | 1910               | 1921               | 1931               | 1948               | 1953               | 1961               | 1971               | 1981               | 1991               | 2001               | 2011               |
| 457                | 480                | 372                | 451                | 459                | 460                | 407                | 400                | 431                | 471                | 455                | 364                | 293                | 217                | 133                | 132                |

## Nevezetességei
A Megfeszített Jézus tiszteletére szentelt római katolikus kápolnája.